# Robert Richoux
Pour les articles homonymes, voir Richoux.
Robert Richoux, né le 18 juin 1914 à Fumay et décédé le 5 avril 1983 à Nancy, est un homme politique français.

## Biographie
Fils d'un ouvrier ardoisier devenu cheminot, puis commerçant, Robert Richoux finance ses études en étant maitre d'internat à Charleville, en 1932. Titulaire du brevet d'aptitude à l'enseignement élémentaire, il obtient sa première affectation à Longwy en 1938, après avoir effectué son service militaire au sein du régiment commandé par Charles de Gaulle, le 507ème régiment de chars de Metz.
Mobilisé en mars 1939, il revient à la vie civile en juillet 1940, et retrouve son poste d'instituteur. L'année suivante, il entreprend des études de lettres, ce qui lui permet d'obtenir un certificat d'aptitude à l'enseignement secondaire, et d'être nommé au collège de Longwy, puis au lycée de cette ville, où il termine sa carrière en 1968.
Très actif dans les activités périscolaires, il est élu conseiller municipal de Longwy en 1947, ville dont il devient maire adjoint en 1953, puis premier adjoint en 1959, et jusqu'en 1971. Parallèlement, il reste très investi dans la vie associative locale.
En 1967, l'UDR locale se fixe comme priorité la reconquête de la septième circonscription, perdue à la suite d'une partielle provoquée en 1964 par la démission de Joseph Nou. Elle constitue un tandem associant Jacques Trorial, membre du cabinet du ministre de l'Intérieur Roger Frey, et qui se présente comme un « gaulliste de gauche » et pour qui un avenir ministériel est envisagé, et Robert Richoux, qui apporte son ancrage local.
Avec 50,7 % des voix, Trorial est élu député en mars 1967, avec Richoux comment suppléant. L'année suivante, après la dissolution de l'assemblée, le même duo est réélu avec 55,7 % des voix.
Trorial étant nommé secrétaire d'Etat en juillet 1968, Robert Richoux le supplée à l'assemblée nationale, où il s'inscrit au groupe de l'UDR.
Les municipales de 1971 conduisent cependant à une rupture entre les deux hommes, qui s'affrontent pour la mairie de Longwy, sans qu'il n'y ait de vainqueur car si la liste menée par Trorial l'emporte, faisant perdre son mandat à Richoux, l'ancien secrétaire d'Etat n'est pas lui-même élu, et ne devient donc pas maire de la ville.
Richoux quitte alors l'UDR, qui avait apporté son soutien à Trorial, siège parmi les non-inscrits avant de rejoindre à l'automne 1972 le groupe « Progrès et démocratie moderne ».
Ce passage dans une semi-opposition le conduit à mener une activité parlementaire plus soutenue, intervenant notamment sur la question des retraites, ou sur la crise de la sidérurgie lorraine.
Candidat à sa réélection en 1973, il essuie un cinglant échec, n'obtenant que 9,2 % des voix. C'est finalement le centriste Robert Drapier, maire de Longuyon, qui l'emporte au second tour contre un candidat communiste.
Après cet échec, Richoux se retire de la vie politique.

## Décorations
- Chevalier du Mérite social
- Chevalier des Palmes académiques